# Directeur général
« CEO » redirige ici. Pour les autres significations, voir CEO (homonymie).
Pour les articles homonymes, voir DG.

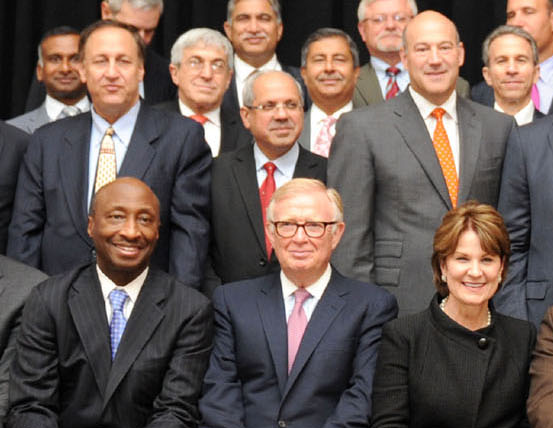
Groupe de directeurs généraux du Fortune 500, en 2015.

Un directeur général (DG), chef de la direction ou administrateur délégué (en Belgique, en Suisse et en Italie), voire parfois, en anglais, chief executive officer (ou CEO), est le salarié qui occupe le rang le plus élevé dans la direction d'une organisation, que ce soit une entreprise, un organisme à but non lucratif ou une entité publique ou parapublique.
Nommé — et éventuellement révoqué — par le conseil d'administration, il reçoit de lui un mandat pour exécuter ses décisions dans le cadre d'une fonction dénommée « direction générale » et lui rend compte périodiquement.

## Selon les pays

### Amérique

#### Canada
Au Québec, le directeur général peut être désigné comme le « chef de la direction », rôle qui peut être rempli par le président-directeur général (PDG).
Pour les autres provinces du Canada anglophones, le directeur général (DG) se nomme Chief Executive Officer (CEO).

#### États-Unis
Aux États-Unis, le directeur général (appelé en anglais américain chief executive officer ou CEO) peut aussi être le président du conseil d'administration (chairman of the board) et le président de la société. Ces rôles sont toutefois séparés dans des organisations plus importantes, afin d'éviter une direction centralisée sur une seule personne et les conflits subséquents avec les actionnaires et les autres membres importants de la société.

### Europe
La fonction de président du conseil d'administration de l'organisation et celle de Direction générale sont habituellement séparées, pour les mêmes raisons qu'aux États-Unis. Selon les législations, le cumul des fonctions peut même être illégal.

#### En Allemagne
En allemand c'est le Geschäftsführer, Geschäftsführung ou Vorstand.

#### En Italie et Suisse
En Suisse et en Italie, le directeur général est dit administrateur délégué.

#### En Belgique
En Belgique, le directeur général peut également être nommé administrateur délégué quand il a été choisi au sein du conseil d'administration. Dans ce cas, sa mission aura été définie par le conseil lors de sa nomination.

#### En France
Dans la société anonyme, la fonction de directeur général peut être assumée par : 
- le président du conseil d'administration, qui porte alors le titre de président-directeur général (PDG) ;
- une autre personne physique nommée par le conseil d'administration, laquelle porte alors le titre de directeur général. Cette personne peut être membre ou non du conseil d'administration, ou être étrangère à la société. Le directeur général n'est pas tenu d'être actionnaire de celle-ci.

Les statuts juridiques de l'organisation doivent prévoir les modalités de désignation et d'élection. La nomination doit faire l'objet d'une publication légale et de l'information du greffe du tribunal de commerce.
Le directeur général peut être assisté d'un ou de plusieurs directeurs généraux délégués. Leur nomination est proposée par le directeur général au vote du conseil d'administration et doit également faire l'objet de formalités de publication légale.
La durée du mandat du directeur général est en général fixée au moment de sa nomination. La cessation de celui-ci peut intervenir du fait de l'échéance du terme, d'une révocation par le conseil d'administration ou d'une démission du Directeur général.
On nomme directeur général adjoint un salarié exerçant les mêmes fonctions de fait qu'un directeur général, mais n'ayant pas de mandat social, et dont les relations avec l'entreprise sont régies exclusivement par le droit du travail.
Secteur public
Dans les administrations publiques, le directeur général est à la tête exécutive d'une direction générale (dans un ministère) ou d'un établissement public, par exemple :
- aux ministères chargés de l'éducation nationale, de l'enseignement supérieur et de la recherche : directeur général des ressources humaines, directeur général de l'enseignement scolaire, directeur général de l'enseignement supérieur et de l'insertion professionnelle, directeur général de la recherche et l'innovation,
- au ministère chargé des affaires étrangères : directeur général des affaires politiques et de sécurité, directeur général de la mondialisation, directeur général de l'administration et de la modernisation,
- dans les ministères économiques et financiers : directeur général du Trésor, directeur général de l’Institut national de la statistique et des études économiques, directeur général de la concurrence, de la consommation et de la répression des fraudes, directeur général des finances publiques, directeur général des douanes et droits indirects, directeur général des entreprises
- au ministère chargé de l'agriculture : directeur général de la performance économique et environnementale des entreprises, directeur général de l'alimentation, directeur général de l'enseignement et de la recherche,
- au ministère chargé de la culture : directeur général des patrimoines et de l'architecture, directeur général de la création artistique, directeur général des médias et des industries culturelles,
- au ministère chargé de la défense : directeur général de l'armement, directeur général de la sécurité extérieure, directeur général du numérique et des systèmes d'information et de communication, directeur général des relations internationales et de la stratégie,
- aux ministères chargés de la santé et des affaires sociales : directeur général de la santé, directeur général de l'offre de soins, directeur général de la cohésion sociale, directeur général du travail,
- au ministère de l'intérieur : directeur général des collectivités locales, directeur général de la police nationale, directeur général de la sécurité intérieure, directeur général de la gendarmerie nationale, directeur général des étrangers en France, directeur général de la sécurité civile et de la gestion des crises, directeur général des outre-mer,
- dans des établissements publics : directeur général de l'Agence pour l'enseignement français à l'étranger, directeur général du Centre national de la recherche scientifique, directeur général de France Éducation international, directeur général d'Assistance publique - Hôpitaux de Paris, directeur général de l'OFPRA, etc.

Au début du XIXe siècle, Louis Becquey était directeur général des ponts et chaussées et des mines.
Par ailleurs le titre de « directeur général des services » se substitue au titre de « secrétaire général » dans les collectivités territoriales (commune, intercommunalité, département, région) et les universités.
Prérogatives particulières en droit français (secteur privé)
Les prérogatives du directeur général varient selon la structure, sa taille et sa nationalité, mais l'esprit de la fonction varie peu :  haut responsable de tous les dirigeants opérationnels, le directeur général est responsable de la déclinaison de la stratégie de l'entreprise au niveau de toutes ses activités, dont les ventes, la production, et la gestion des ressources.
Pour ce faire :
- il est membre et animateur du comité de direction (aussi dénommé comité exécutif) et coordonne l'ensemble des directions faisant partie de l'organisation. Ce comité comprend en principe les responsables de plus haut niveau assumant les postes fonctionnels ou hiérarchiques existants dans l'organisation : directeur commercial, directeur de l'exploitation, directeur des ressources humaines (DRH), directeur juridique, directeur des achats, directeur financier, directeur de la recherche et développement (RD), directeur des systèmes d'information (DSI), directeur de la qualité…
- il assure les relations publiques avec les actionnaires, les institutions et la presse ;
- il facilite la communication entre le comité de direction et les différentes parties en contact avec ce comité : les autres directeurs, tels que les directeurs de filiales non membres du comité de direction, le conseil d'administration quand il y en a un, les représentants du personnel, et les partenaires stratégiques (grands clients, fournisseurs majeurs…) ;
- il a la charge de diriger et à tout le moins de superviser la conception et la réalisation des opérations dans tous les domaines techniques et de la production et les domaines du marketing et de la commercialisation ;
- il dirige les finances en décidant des investissements, du montant de la dette et des réductions de coûts ;
- il décide ou supervise la politique sociale de l'organisation (gestion quantitative et qualitative des ressources humaines).

Dans certaines organisations exerçant des activités importantes ou complexes, le directeur général peut être amené à : 
- prendre en charge lui-même certaines responsabilités opérationnelles (par exemple : tout ou partie du domaine Marketing-Commercial) ;
- déléguer au contraire certaines de ses attributions par volonté ou par nécessité ;
- s'entourer d'une équipe de collaborateurs qui lui sont directement rattachés. Celle-ci peut comprendre des personnes investies d'un rôle de conseil ou d'une délégation permanente comme secrétaire général, ou plus ou moins temporaire comme celles données à des chefs de projet ou des chargés de mission.

#### Au Royaume-Uni
Au Royaume-Uni, une bonne partie des agences gouvernementales et PLCs (traduisible par « société ouverte à responsabilité limitée ») sont dirigées par un Chief Executive qui doit répondre de ses actions auprès du conseil d'administration.
La Limited Company (traduisible par « Société de capitaux » ) est dirigée par un Managing Director.